# Marquesado de Aymerich
El marquesado de Aymerich es un título nobiliario español creado por el rey Felipe V el 20 de junio de 1703 (real despacho) en favor de Bernaldo de Aymerich Cruilles de Santa Pau y Urrea.
El título fue rehabilitado por el rey Alfonso XIII en 1913 y concedido a Juan Jordán de Urríes y Patiño, que se convirtió así en el iii marqués de Aymerich.

## Marqueses de Aymerich
|                                 | Titular                                                 | Periodo               |
| Creación por Felipe V           | Creación por Felipe V                                   | Creación por Felipe V |
| ------------------------------- | ------------------------------------------------------- | --------------------- |
| i                               | Bernaldo de Aymerich Cruilles de Santa Pau y Urrea      | 1703-¿?               |
| ii                              | Ana María de Aymerich Cruilles de Santa Pau y Argensola | ¿?-¿?                 |
| Rehabilitación por Alfonso XIII |                                                         |                       |
| iii                             | Juan Jordán de Urríes y Patiño                          | 1913-1945             |
| iv                              | Matilde Jordán de Urríes y Zapiola                      | 1953-2009             |
| v                               | Matilde de Antequera y Jordán de Urríes                 | 2009-presente         |

## Historia de los marqueses de Aymerich

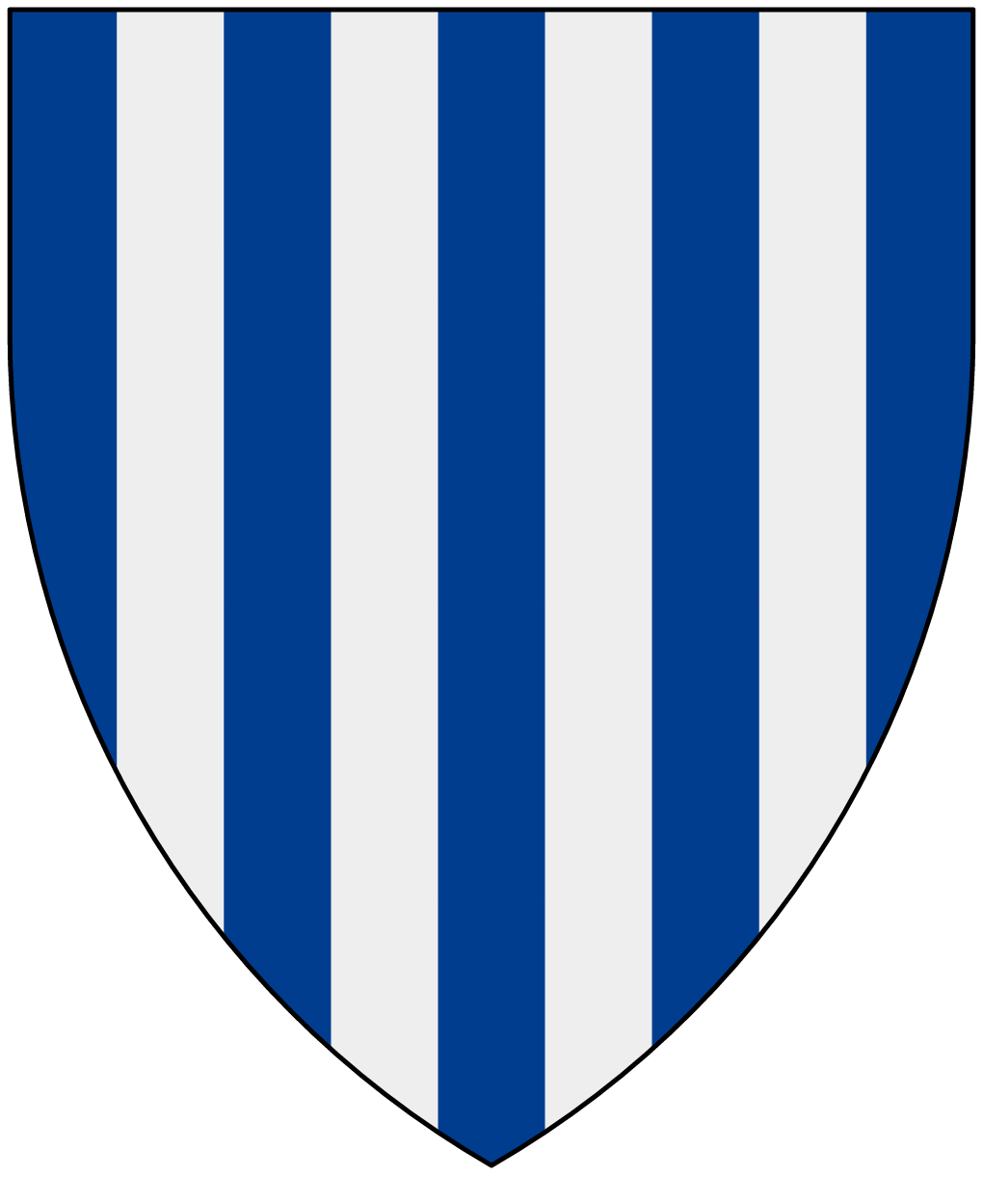
Herádica de los marqueses de Aymerich

La lista de los marqueses de Aymerich es la que sigue:
- Bernaldo de Aymerich Cruilles de Santa Pau y Urrea, i marqués de Aymerich. Le sucedió su hija:

- Ana María de Aymerich Cruilles de Santa Pau y Argensola, ii marquesa de Aymerich, ix baronesa de Ayguafreda.

Casó con Domingo Pignatelli y Váez, i marqués de San Vicente.
El 16 de mayo de 1913, por rehabilitación, le sucedió:
- Juan Jordán de Urríes y Patiño (1888-¿?), iii marqués de Aymerich, gentilhombre de cámara con ejercicio del Rey Alfonso XIII, capitán de caballería, caballero maestrante de la Real de Zaragoza

Casó con Matilde de Zapiola y Acosta. El 5 de junio de 1953 le sucedió su hija:
- Matilde Jordán de Urríes y Zapiola, iv marquesa de Aymerich, viii marquesa de San Vicente, xvii baronesa de la Peña.

Casó con Juan Bautista de Antequera y Arce, hijo de Juan Bautista de Antequera y Angosto, i conde de Santa Pola. El 25 de mayo de 2009 —de acuerdo a la orden del 20 de febrero del mismo año— le sucedió su hija:
- Matilde Antequera y Jordán de Urríes, v marquesa de Aymerich.